# 班傑
王宏文（Benjamin H. Wang；1982年5月20日—），藝名班杰，台湾及美國籍演員、主持人。

## 早年
班傑出生於美国奧克拉荷馬州奧克拉荷馬市，在麻州的波士頓長大。畢業於麻薩諸塞大學波士頓分校，主修政治與東亞文化。他從八歲起學習功夫，精通跆拳道、空手道，以及散打、詠春、氣功、太極等多種中國武術。
班傑的父亲是越戰时期移民美國的臺灣醫生，母亲是美國白人護士。八歲時父母離異，父親為工作晉升獨自搬往費城，班傑與弟妹隨母親留在波士頓。母親隨後與一名義大利人結婚，他因此成為班傑的繼父。

## 職業生涯
班傑18歲時開始學習中文，大學畢業後至台灣發展。
2009年以《終極三國》成名，並與胡宇崴、博焱、邵翔、寺唯宏正共組男團「武虎將」，班傑也擔任該團體的團長。2010年8月，與弟弟Hero在台北東區創立漂浮舒緩店
2011年因參與屏風表演班花博系列《百合戀》共 196 場，之後積極參與舞台劇演出，先後又參與《莎母雷特 (舞台劇)》及《守歲 (舞台劇)》，共計演出超過250場。2012年開始活躍於台灣綜藝節目，並於2012年及2013年獲得康熙來了通告王的殊榮。
2015年與夏克立及是元介參與海峽衛視《為我加油》真人秀而打開中國大陸市場，參與電影拍攝，於2016年有多部作品上映。
2012年年開始主持公視的《流言追追追》，於2015年以此節目贏得第50屆金鐘獎兒童少年節目主持人獎。

## 個人生活
2019年，班傑與交往三年的泰籍華裔女友在台灣登記結婚。

## 電影
| 首映年份 | 劇名               | 角色   |
| -------- | ------------------ | ------ |
| 2013年   | 我的美麗王國       | 班傑   |
| 2015年   | 追擊者             | 李明   |
| 2017年   | 海角有個五店市     | 顏永晴 |
| 2017年   | 替身               | 畢勝   |
| 2019年   | 王者聯盟(網絡電影) | 蓋倫   |

### 微電影
- 2014年《誰殺了王若琳?》飾偵探

## 電視劇
- 2006年：民視《愛》

飾演 威廉
- 2008年：台視《幸福捕手》

飾演 馬克
- 2009年：民視、八大綜合台《終極三國》

飾演 趙雲
- 2009年：公視、TVBS歡樂台《痞子英雄》

飾演 薩克奇G
- 2010年：中視、八大綜合台《愛似百匯》

飾演 用餐客人
- 2012年：中視、八大綜合台《智勝鮮師》

飾演 曾士強
- 2018年：民視《實習醫師鬥格》

飾演 艾覺羅
- 2023年：東森戲劇台《W劇場：沒有你依然燦爛》

飾演 柯導

### 網路劇
- 2012年《雜務特勤組》飾演麥克
- 2012年《月老》飾演Peter邱
- 2013年《PMAM》飾演班傑
- 2016年《星空中的潘朵拉》飾演Benjamin

## 主持
- 2011.07.22華娛《KKBOX音樂互聯》
- 2011.07.26華娛《KKBOX音樂互聯》
- 2012年東風《享樂@東風》外景
- 2012年~2015年 公視《流言追追追》與五熊搭擋
- 2013年~2015年 八大電視 7月25日主持《世界第一等》
- 2015年 海峽衛視 、 緯來綜合台 《為我加油》真人秀
- 2020年 國家地理頻道 《透視內幕：臺北大縱走》與Cindy搭擋

## 舞台劇
- 2011年，屏風表演班《百合戀》（花博展演），共196場次
- 2012年，台灣戲劇表演家劇團《守歲》，共17場
- 2013年，屏風表演班《莎母雷特》，共26場
- 2013年，台灣戲劇表演家劇團《守歲》，加演20場
- 2014年，台灣戲劇表演家劇團《守歲》，中國巡演西安、徐州、蘇州、南京場

## 音樂作品
- 2009年：《宇宙無敵超韌性男朋友》武虎將演唱

## 音樂錄影帶
- 2007年：《思念是一種病》 張震嶽演唱
- 2009年：《對手》 武虎將、東城衞、強辯樂團合唱
- 2009年：《24小時瘋狂》 陳乃榮演唱-武虎將
- 2015年：《滴答》梁心頤演唱

## 獎項紀錄

### 金鐘獎
| 年份   | 獲提名                           | 節目           | 結果 |
| ------ | -------------------------------- | -------------- | ---- |
| 2015年 | 第50屆金鐘獎兒童少年節目主持人獎 | 《流言追追追》 | 獲獎 |

## 書籍作品
- 寫真書：我愛武虎將[2]

## 外部連結
- 班傑的Facebook專頁
- 班傑的新浪微博
- 班傑的新浪博客
- 班傑無名 （页面存档备份，存于）
- 班傑在互联网电影资料库（IMDb）上的資料（英文）
- 功夫班傑Kungfu Benji - Instagram